# Horst Kirsch (Fußballspieler, 1939)
Horst Kirsch (* 20. Juli 1939 in Merchweiler; † 5. Oktober 2018 ebendort) war ein deutscher Fußballtorhüter. Er gewann mit der A-Jugend von Preußen Merchweiler 1956 die Saarlandmeisterschaft, war von 1956 bis 1959 in der Amateurliga Saarland, 1959 bis 1963 in der Fußball-Oberliga Südwest, von 1963 bis 1974 in der Fußball-Regionalliga Südwest, von 1964 bis 1966 und nochmals 1967/68 für Borussia Neunkirchen in der Fußball-Bundesliga und 1975/76 in der 2. Fußball-Bundesliga aktiv.

## Werdegang
Nach seinem Wechsel von Merchweiler zu den Sportfreunden Saarbrücken im Sommer 1959 debütierte Kirsch am dritten Spieltag, den 30. August 1959, bei der 1:5-Auswärtsniederlage beim FV Speyer in der Fußball-Oberliga Südwest. Mit Horst Zingraf (14 Einsätze) teilte er sich die 30 Ligaspiele und belegte mit den Sportfreunden am Rundenende den 10. Tabellenrang. Durch seine Leistungen hatte er das Interesse des Vizemeisters Borussia Neunkirchen geweckt und nahm zur Runde 1960/61 das Angebot der Mannschaft aus dem Ellenfeldstadion an. Dort kam es zu einem sportlichen Duell mit Ladislav Jirasek um den Platz im Borussentor. Knapp mit 17 zu 13 Einsätzen hatte Kirsch beim erneuten Gewinn der Vizemeisterschaft 1961 die Nase vorn. Als Neunkirchen im Jahr der Fußballweltmeisterschaft 1962 in Chile vor dem FK Pirmasens und dem 1. FC Saarbrücken mit dem Torverhältnis von 102:29 Toren – Rudi Dörrenbächer erzielte 37 Tore – die Meisterschaft erringen konnte, hütete Kirsch in allen 30 Ligaspielen das Tor.
Von den Trainern Herberger und Schön wurde er zu Lehrgängen an die Sportschulen Duisburg und Karlsruhe eingeladen. 1962 gehörte er zum 40er Kader für die Weltmeisterschaft in Chile, gehörte aber letztendlich nicht zur Mannschaft. Im letzten Jahr der alten erstklassigen Oberliga, 1962/63, wurde Neunkirchen hinter dem 1. FC Kaiserslautern Vizemeister und Kirsch hatte wieder in allen 30 Ligaspielen im Tor gestanden. Am 24. Oktober 1962 wurde er von Bundestrainer Herberger in die Juniorennationalmannschaft U 23 für das Länderspiel in Lyon gegen Frankreich berufen. Trotz der Stürmer Karl-Heinz Thielen, Rudi Brunnenmeier und Horst Trimhold gelang der deutschen Elf kein Treffer und das Spiel wurde mit 0:1 Toren verloren. Insgesamt absolvierte Kirsch von 1959 bis 1963 in der Oberliga Südwest 93 Rundenspiele, 16 für Saarbrücken und 77 für Neunkirchen.
Da aus dem Südwesten die zwei Vereine 1. FC Kaiserslautern und der 1. FC Saarbrücken zur Saison 1963/64 für die neue Eliteklasse der Fußball-Bundesliga nominiert wurden, spielte Kirsch in dieser Runde mit der Mannschaft aus der „Stadt der Kohle und des Eisens“ in der ebenfalls neu installierten Fußball-Regionalliga Südwest. Die Borussen setzten sich in einem Dreikampf gegenüber dem FK Pirmasens und Wormatia Worms durch und feierten die Meisterschaft und damit den Einzug in die erste Bundesliga-Aufstiegsrunde 1964. Willi Ertz war sein Stellvertreter in der Meisterschaftsrunde. Als sich die Mannschaft von Trainer Horst Buhtz, Borussia Neunkirchen, in der Aufstiegsrunde überraschend gegen den Südvize FC Bayern München durchsetzen konnte, hütete Kirsch in zwei und Ertz in vier Spielen das Tor des saarländischen Aufsteigers. Im ersten Jahr in der Bundesliga führte Kirsch das interne Duell gegen Ertz wieder mit 20 gegenüber 10 Einsätzen an. Neunkirchen belegte mit dem negativen Torverhältnis von 44:48 Treffern den zehnten Rang. Im zweiten Jahr, 1965/66, die Buhtz-Truppe stieg als Vorletzter in die Regionalliga ab, kam Ertz auf 21 Einsätze und Kirsch musste sich mit 13 Bundesligaspielen begnügen.
Von 1969 bis 1972 kamen für den Torhüter bei Röchling Völklingen 60 Einsätze und nochmals 1973/74 bei Eintracht Kreuznach weitere 28 Spiele in der Fußball-Regionalliga Südwest hinzu. Dazwischen spielte er von 1972 bis 1973 unterklassig für den SC 07 Heiligenwald. Insgesamt wird er in der Regionalliga mit 135 Spielen geführt. Mit der Verbandsauswahl des Südwestens gewann er 1975 in Meppen im Elfmeterschießen gegen Nordbaden den Länderpokal. Für Kreuznach absolvierte der Routinier 1975/76 in der 2. Fußball-Bundesliga noch 13 weitere Ligaeinsätze.
Von 1960 bis 1969 stand er bei Borussia Neunkirchen im Tor und spielte zwischen 1964 und 1968 drei Spielzeiten in der Fußball-Bundesliga.